# Szuhorang és Pandabi
Szuhorang (수호랑) és Pandabi (반다비) a 2018. évi téli olimpiai játékok kabalaállatai voltak. Szuhorang egy fehér tigris, míg Pandabi egy ázsiai fekete medve. Érdekesség, hogy a szöuli olimpia kabalája szintén egy tigris, Hodori volt. A két jelképes állatfigurát egy 2014-ben meghirdetett pályázatot követően választották ki, majd a Nemzetközi Olimpiai Bizottság 2016. június 2-án hagyta jóvá a döntést.

## A kabalák kiválasztása
2014. június 27-én az olimpia szervezőbizottsága nyilvánosságra hozta, hogy a játékok kabalafiguráit nyílt pályázat útján szeretnék kiválasztani. A kiválasztási folyamat 2014. szeptember 15-től 2014. szeptember 30-ig tartott. 2016. június 2-án a Nemzetközi Olimpiai Bizottság jóváhagyta a döntést.

## Jellemzőik
A tigris a koreai népmesékben az erő, a bizalom, a védelem jelképe. A kabala elnevezése a szuho (수호; „védelmező”) és a horangi (호랑이; „tigris”) szavak összetételéből jött létre. Pandabi egy ázsiai fekete medve, amely jellemzően a Koreai-félszigeten él. A medve az erős akarat és a bátorság szimbóluma. A név két koreai szóból származik: "bandal" (반달) és "bi" (비), előbbi jelentése, a "félhold" kifejezés az ázsiai fekete medvék mellkasán lévő fehér félholdra utal, amelynek ünnepe a játékok idejére esett.

## A médiában
Szuhorang és Pandabi animációs hangulatjelek formájában megjelennek a népszerű koreai fejlesztésű azonnali üzenetküldő alkalmazásban, a KakaoTalkban.

## Galéria

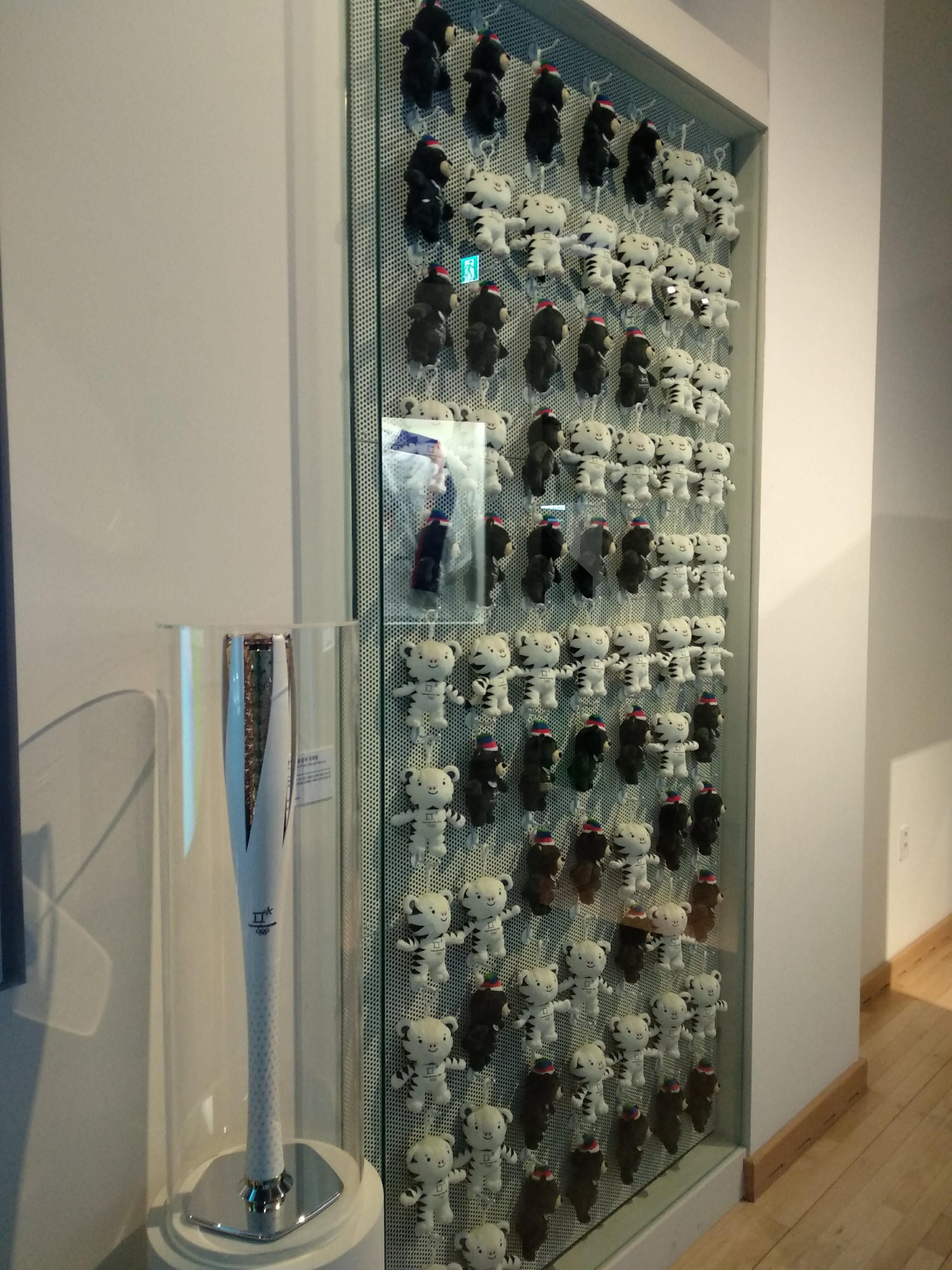
Az olimpiai fáklya és a kabalaállatok
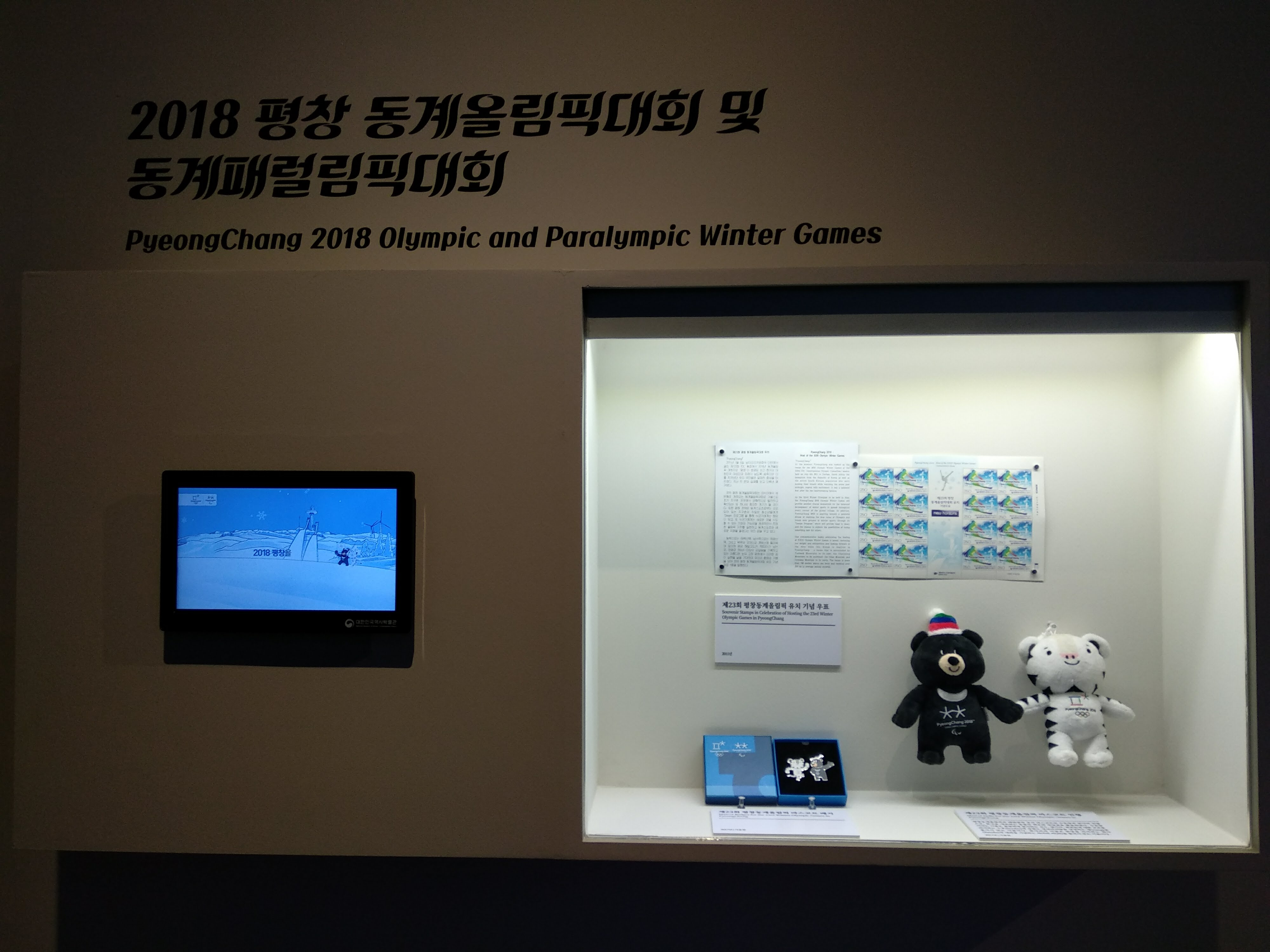
Az olimpiával foglalkozó anyagok és tájékoztatók
Kabalaállatok az ajándékboltban
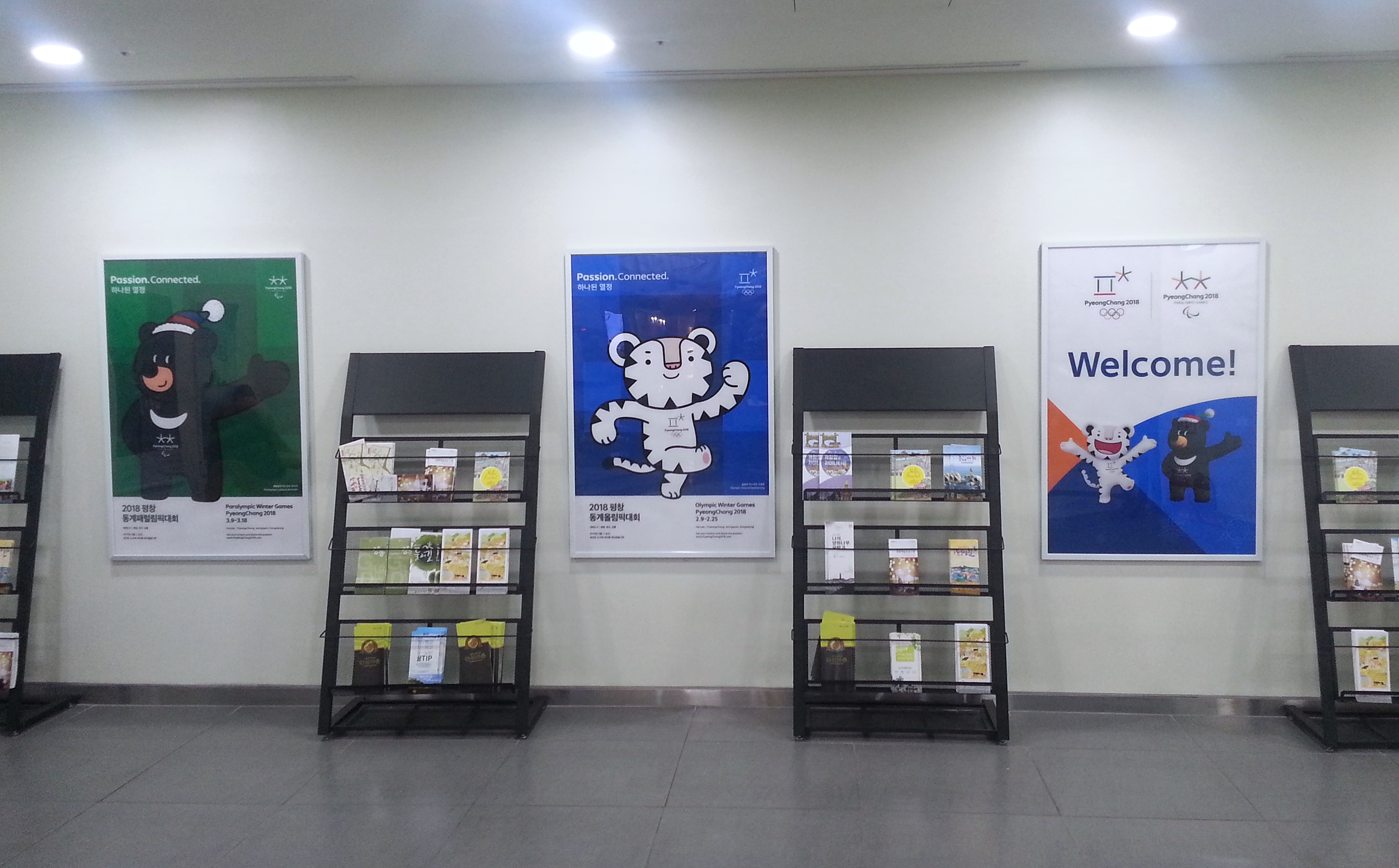
Olimpiai promóciós anyagok